# Santa Maria do Bouro
Bouro de Santa Maria é uma vila portuguesa sede da Freguesia de Bouro (Santa Maria)) do Município de Amares, freguesia com 6,92 km² de área e 659 habitantes (censo de 2021), tendo, por isso, uma densidade populacional de 95,2 hab./km².
A povoação de Bouro de Santa Maria foi elevada à categoria de vila em 9 de dezembro de 2004.

## História
Constituiu até ao início do século XIX, o couto do Bouro. Tinha, em 1801, 872 habitantes. Aquando da extinção do couto, foi integrada no concelho de Santa Marta do Bouro, extinto em 31 de dezembro de 1853, data em que passa para o concelho de Amares.

## Demografia
A população registada nos censos foi:
| Ano  | 0-14 Anos | 15-24 Anos | 25-64 Anos | > 65 Anos |
| 2001 | 131       | 137        | 429        | 212       |
| 2011 | 72        | 94         | 382        | 222       |
| 2021 | 47        | 56         | 350        | 206       |

## Património
- Convento de Santa Maria do Bouro, na Abadia de Bouro
- Santuário de Nossa Senhora da Abadia
- Ponte da Parada